# Abtenau
Abtenau ausztriai mezőváros, mely Salzburg szövetségi tartomány Halleini járásban található.

## Fekvése
Salzburgtól 45 kilométerre délkeletre található, a Tennengau tájegység középső részén. A Lammer folyó völgyében fekvő települést délről a Tennengebirge hegység 2000 méteres csúcsai övezik.
A település részei:
| - Abtenau (1127 fő) - Au (527) - Döllerhof (437) - Erlfeld (165) - Fischbach (406) - Gseng (29) - Hallseiten (50) - Kehlhof (466) - Leitenhaus (149) - Lindenthal (466) - Möselberg (108) - Pichl (441) | - Rigaus (218 fő, 2015. január 1-jén) - Salfelden (70) - Schorn (299) - Schratten (135) - Seetratten (100) - Seydegg (25) - Stocker (147) - Unterberg (42) - Wagner (115) - Waldhof (229) - Wegscheid (50) |

## Története
A települést már a 12 században is említik egyházi iratokban. Vásártartási jogát Leonhard von Keutschach érsektől kap 1507-ben. 1816-ban a függetlenségét elvesztő Salzburggal együtt a Habsburg Birodalom része lesz. Az 1848-as jobbágyfelszabadítás után 2 évvel létrejön a település önkormányzata.
A második világháború után a településen turisztikai fejlesztésekbe fogtak. A helyi gazdaság kiemelt ágazata lett a téli-nyári turizmus.

## Látnivalók
- A főtéren látható a gótikus stílusban épült St. Blasius (Szent Balázs) plébánia templom. A barokk elemekkel kiegészített templom legérdekesebb részei a 17 századi főoltár és mellékoltárok, illetve az 1939-ben felfedezett 16 századi boltozati freskók.
- Tájház az 1325 ben épült parasztházban, az Arlerhofban.
- Abtenau és Scheffau közt félúton található Lammerklamm szurdok, amely májustól októberig látogatható.

## Sport, kikapcsolódás
- Télen a sípályák, meleg időben a nyári szánkópálya várja a látogatókat.
- A városban és környékén számtalan túra-, illetve nordic walking útvonalat jelöltek ki. Ezekhez helyi jelvényszerző túramozgalom is kapcsolódik.
- Májustól szeptember tart nyitva a városi szabadtéri strand.
- A központban található moziterem és színház is.

## Külső hivatkozások
- Abtenau mezőváros honlapja (németül)
- A helyi siközpont honlapja (németül)
- A strand honlapja (németül)